# 2012年のテレビドラマ (日本)
2012年のテレビドラマでは、2012年に日本国内で放送されたテレビドラマについてまとめる。

## 主な動向

### 1月
- 5日 - テレビ東京深夜枠（木曜日未明・水曜深夜）にて、久住昌之・谷口ジロー原作によるグルメドラマ『孤独のグルメ』を放送開始（Season1・全12回、- 3月22日）。主人公「井之頭五郎」役に松重豊を起用し、松重の代表作となった。Season1終了後も、10月10日より「ソコアゲ★ナイト・水曜日」枠でSeason2を放送[1]（全12回、 - 12月26日。同枠ではSeason4（2014年7月期）まで）、以降2015年（Season5）より「ドラマ24」枠に進出、2018年現在まで断続的に続くシリーズとなる。
- 8日 - NHK大河ドラマ第51作『平清盛』（主演：松山ケンイチ）放送開始（ - 12月23日）。全50回の平均視聴率は12.0%（関東地区、ビデオリサーチ調べ）と、大河ドラマ史上最低を記録[2][注 1][注 2]。
- 12日 - フジテレビ系木曜劇場にて、大人の恋愛を描いた『最後から二番目の恋』（主演：小泉今日子、中井貴一）放送開始（全11回、 - 3月22日）。11月2日にはスペシャル版も放送された。
- 15日 - TBS系日曜劇場にて、1972年（昭和47年）に発覚した「西山事件」を題材とした山崎豊子作の小説をドラマ化した『運命の人』（主演：本木雅弘）が放送開始（全10回、 - 3月18日）。
- 18日 - テレビ朝日が、 韓国JTBCの開局記念ドラマの日本における包括的な展開権の取得を発表。『パダムパダム〜彼と彼女の心拍音〜』（朝鮮語版）『醗酵家族』（朝鮮語版）の2作品の権利を取得[3]。
- 25日 - テレビ朝日系の刑事ドラマ『相棒 Season10』（主演：水谷豊・及川光博）にて、女優の鈴木杏樹が、この日放送の第13話から「月本幸子」役でレギュラー出演[注 3]。Season9までレギュラーだった「宮部たまき」役の益戸育江の後任として、劇中に登場する小料理屋「花の里」の2代目女将役で『相棒』シリーズに加入[4]。

### 3月
- 3日〜31日 - NHK連続テレビ小説『カーネーション』（NHK大阪放送局（BK）制作）にて、女優の尾野真千子が演じたヒロイン「小原糸子」の晩年期の役として、夏木マリが出演。なお「糸子」が最終週の30日放送の第150話で死去したため、没後を描いた最終回（31日放送、第151話）では夏木は声のみで出演した。最終回視聴率は関東23.3%、関西19.0%。全151回平均は関東19.1%、関西19.6%（いずれもビデオリサーチ調べ）[5]。
- 4日 - 東日本大震災から1年になるのを前に、テレビ東京系でこの日、ドキュメンタリードラマ『明日をあきらめない…がれきの中の新聞社 〜河北新報のいちばん長い日〜』を放送。また6日には日本テレビ系にて『3.11 その日、石巻で何が起きたのか〜6枚の壁新聞』が放送された。
- 16日 - NHK名古屋放送局（CK）制作で1972年から放送された長寿学園ドラマ『中学生日記』（NHK Eテレ）が終了、40年[注 4]の歴史に幕。
- 18日 - テレビ朝日系日曜ナイトプレミア1月期作品『妄想捜査〜桑潟幸一准教授のスタイリッシュな生活』（主演：佐藤隆太）が最終回を迎え、同時に2010年4月に『日曜ナイトドラマ』として始まった日曜深夜ドラマ枠を撤退[6]。
- 21日 - テレビ朝日系ドラマ『相棒 Season10』が最終回、視聴率20.5%（関東地区、ビデオリサーチ調べ）。なお同作を以て、3シーズンにわたり2代目相棒「神戸尊」役で出演した及川光博が退任。
- 31日 - 人気子役として親しまれた大橋のぞみが芸能界引退[7]。最後のテレビドラマ出演は『相棒元日スペシャル「ピエロ」』（テレビ朝日系、1月1日）。

### 4月
- 2日 - NHK、平成24年度前期連続テレビ小説『梅ちゃん先生』（堀北真希主演）放送開始（ - 9月29日、全156回）。視聴率は初回18.5%[8]、最終回21.4%、全156回平均20.7%。連続テレビ小説全話平均20%超は2003年前期の『こころ』以来9年ぶりとなった[9]（数字はいずれも関東地区、ビデオリサーチ調べ）。
- 5日〜7日 - TBS系にて、戦前戦後から現代までの学校教育を題材に、その時代の教師たちを主人公とした3夜連続スペシャルドラマ『ブラックボード〜時代と戦った教師たち〜』を放送。
- 5日〜10月25日 - NHK平成23年度後期連続テレビ小説『カーネーション』のダイジェスト版として『もういちど"カーネーション"』が、近畿2府4県のNHK総合にて毎週木曜日の朝ドラ再放送前の12:20-12:45の枠で放送された[10]。
- 9日 - TBS系パナソニック ドラマシアター枠の人気シリーズ第5作『ハンチョウ5〜警視庁安積班〜』（佐々木蔵之介主演）放送開始（ - 6月25日）。第5シリーズから主人公「安積剛志」（佐々木）が警視庁へ異動し「安積班」のメンバーが一新。小澤征悦、比嘉愛未、福士誠治らが加わった[11]。
- 12日 - テレビ朝日系木曜ミステリー枠の人気シリーズ第9作『新・おみやさん』（渡瀬恒彦主演）放送開始（ - 6月30日）。渡瀬演ずる主人公「鳥居勘三郎」のパートナー役が、第1シリーズから8期出演した櫻井淳子から京野ことみに交代する。
- 15日 - TBS系4月期日曜劇場『ATARU』（主演：中居正広）が放送開始（ - 6月24日、全11回）。サヴァン症候群の主人公（中居）が特殊能力で難事件を解決するストーリーやキャラクターが話題となり、初回19.9%、最終回17.4%（関東地区、ビデオリサーチ調べ）の高視聴率を記録。
- 16日 - フジテレビ系4月期月9にて、貴志祐介の推理小説を原作とする『鍵のかかった部屋』（大野智主演）放送開始（ - 6月25日、全11回）。
- 21日 - フジテレビ系土曜23時枠に『土ドラ』枠新設（ - 2016年3月）。第1作はえすのサカエ作の漫画を原作とする『未来日記 -ANOTHER:WORLD-』（岡田将生主演、- 6月30日、全11話）。

### 6月
- 3日 - フジテレビ系ドラマチック・サンデー『家族のうた』（主演：オダギリジョー。4月15日 - ）が低視聴率の為、わずか8回で打ち切られる。
- 6日 - 日本テレビ系4月期水曜ドラマ『クレオパトラな女たち』（主演：佐藤隆太。4月18日 - ）がわずか8回で終了[12][13]。
- 23日 - 日本テレビ系4月期土曜ドラマ『三毛猫ホームズの推理』（主演：相葉雅紀、4月14日 - ）最終回にて、連続ドラマ史上初めて視聴者の投票により結末を決定する「Wエンディング投票」が行われた[14]。
- 29日 - 『太陽にほえろ!』（日本テレビ系、1972年-1986年）や『北の国から』（フジテレビ系、1981年-2002年）等のドラマで活躍した俳優、地井武男がこの日、心不全のため死去（享年70）。翌30日のテレビ朝日系『土曜ワイド劇場』にて、地井の追悼特別番組として、遺作となった『大崎郁三の事件散歩』を放送[注 5]。

### 7月
- 2日 - TBS系パナソニック ドラマシアター枠にて、東野圭吾の小説が原作の『浪花少年探偵団』（主演：多部未華子）放送開始（全12回、 - 9月17日）。
- 3日 - 関西テレビ・フジテレビ系にて、藤沢とおる作の学園漫画が原作のドラマ『GTO』放送開始（全11回、 - 9月11日）。1998年7月から9月まで反町隆史主演で同枠にて放送されて以来14年ぶりにドラマ化された[注 6]。主人公の教師「鬼塚英吉」役にはAKIRA（EXILE）を起用。全11話の平均視聴率は13.2%（関東地区、ビデオリサーチ調べ）。
- 4日 - テレビ朝日系のシリーズドラマ『警視庁捜査一課9係』（主演：渡瀬恒彦、井ノ原快彦 他）第7シリーズが放送開始（ - 9月5日）。なお当初全10回予定だったが、7月18日は当初予定から変更、翌週予定の第4話を繰り上げて第3話として放送（当初第3話として予定していた回に問題の事象を連想させる場面が挿入されたため、世間的にタイミングが良くないと判断[15]）。結果、10話予定が9話に削減された。
- 5日 - フジテレビ系木曜劇場にて、東野圭吾の短編ミステリー小説を原作とする1話完結形式ドラマ『東野圭吾ミステリーズ』を放送開始（全11回、 - 9月20日）。案内役は中井貴一[16]。なお上述の『浪花〜』も含め、東野原作のドラマが同一クールで2作品放送された。
- 12日 - テレビ朝日系木曜ドラマ枠にて、上川隆也主演の『遺留捜査』放送開始（全9回、 - 9月6日）。
- 13日 - テレビ東京系ドラマ24枠にて、AKB48主演のシリーズ第3作『マジすか学園3』放送開始（主演：島崎遥香。全12回、 - 10月5日）。

### 9月
- 1日 - フジテレビ系で1997年に放送され、後年劇場版も制作された刑事ドラマ『踊る大捜査線』の劇場版最終作『踊る大捜査線 THE FINAL 新たなる希望』公開（7日）を前に、土曜プレミアム枠にてスペシャルドラマ『踊る大捜査線 THE LAST TV サラリーマン刑事と最後の難事件』を放送。平均視聴率は21.3%（関東地区、ビデオリサーチ調べ）。
- 3日 - TBS系月曜ゴールデンの人気シリーズ『浅見光彦シリーズ』（連続ドラマ版『浅見光彦〜最終章〜』も含む）で第2代「浅見光彦」役を12年に亘り演じてきた沢村一樹がこの日放送のシリーズ第31作[注 7]『箸墓幻想』を最後に卒業[17]。
- 7日 - 【訃報】 1974年に東京放送（TBS）系「TBS水曜8時枠の連続ドラマ」枠で放映された『事件狩り』（大映テレビ室製作）の主題歌「夜霧」（作曲：五堂新太郎、歌唱：石橋正次、クラウンレコード）の作詩を手掛けた作詞家の丹古晴己がこの日逝去（89歳歿）[18]。
- 17日・24日 - TBS系で1990年〜2011年に全10シリーズが制作・放送された橋田壽賀子脚本のドラマ『渡る世間は鬼ばかり』がスペシャルドラマ『渡る世間は鬼ばかり ただいま!!2週連続スペシャル〜前後編』と題し1年ぶりに復活、2夜連続で放送[19]。

### 10月
- 1日 -  NHKの平成24年度後期連続テレビ小説『純と愛』（BK制作、脚本：遊川和彦、主演：夏菜）放送開始（ - 2013年3月30日、全151回）。初回視聴率は19.8%（関東地区、ビデオリサーチ調べ）[20]。
- 10日 - テレビ朝日系の人気シリーズ刑事ドラマで、11シーズン目となる『相棒 Eleven』放送開始（ - 2013年3月20日、全20回）。今作より「杉下右京」（水谷豊）の3代目相棒として「甲斐享」（成宮寛貴）が登場（シーズン13まで）。初回視聴率は19.9%（関東地区、ビデオリサーチ調べ）。
- 12日 - TBS系金曜ドラマ、江戸時代の男女逆転の世界を描く『大奥〜誕生［有功・家光篇］』（主演：堺雅人、多部未華子）放送開始（全10回、 - 12月14日）。なお、終了翌週の12月22日より劇場用映画『大奥〜永遠〜［右衛門佐・綱吉篇］』が公開され、テレビドラマと映画によるメディアミックス作品となった。
- 13日 - テレビ東京系土曜未明（金曜深夜）枠で2作品が放送開始。ドラマ24枠にて、低予算で有名な山田孝之主演ドラマ第2作『勇者ヨシヒコと悪霊の鍵』[21]、および土曜（金曜深夜）0:52 - 1:23枠にて川島海荷主演、レプロエンタテインメント所属のアイドルグループ・9nine[注 8]共演の異色アクションドラマ『好好!キョンシーガール〜東京電視台戦記〜』をそれぞれ開始（いずれも全11回、- 12月22日）。
- 15日・27日 - TBSとWOWOWとのダブルコラボレーションによるスペシャルドラマ『ダブルフェイス』（主演：西島秀俊、香川照之）を放送。15日にTBS系で月曜ゴールデン特別企画として「潜入捜査編」、27日にWOWOWプライムにて「偽装警察編」がそれぞれ放送された[22]。
- 18日 - テレビ朝日系木曜ドラマ枠にて、中園ミホ脚本による医療ドラマ『ドクターX〜外科医・大門未知子〜』放送開始（第1シリーズ、全8回。 - 12月13日）。主人公の外科医「大門未知子」役は米倉涼子が演じるほか、内田有紀、岸部一徳らが共演。以後、2013年以降も年1回ペースで断続的に制作・放送されており[注 9]、高視聴率を記録する人気シリーズとなっている。
- 22日 - フジテレビ系月9枠にて木村拓哉（SMAP、当時）主演ドラマ『PRICELESS〜あるわけねぇだろ、んなもん!〜』放送開始（全10回、 - 12月24日）。初回視聴率は16.9%（関東地区、ビデオリサーチ調べ）。

### 11月
- 3日 - テレビ朝日系『土曜ワイド劇場』の人気シリーズ『西村京太郎トラベルミステリー』で、主人公の十津川警部（高橋英樹）とコンビを組む亀井刑事役を57作に亘り務め「スーパービュー踊り子連続殺人」（1月28日放送）を最後に勇退した愛川欽也[注 10]に代わり、2代目亀井役に高田純次がこの日放送の第58作「山形新幹線・つばさ129号の女!」から登場[23]。
- 10日 - テレビ草創期以前より舞台などで活躍し『時間ですよ』（TBS系、1970年-1975年）などのテレビドラマでも活躍した女優、森光子が肺炎による心不全のため逝去（享年92）。

### 12月
- 8日 - 5日に急逝した歌舞伎俳優の十八世中村勘三郎（享年57）を偲び、フジテレビの土曜ワイド枠（15:30-17:25、関東ローカル）にて主演ドラマ『天切り松 闇がたり』（関西テレビ制作、2004年7月30日放送）を再放送。
- 15日・22日 - テレビ朝日系にて『松本清張没後20年2週連続ドラマスペシャル』を編成。15日は『十万分の一の偶然』（主演：田村正和）を、22日は『熱い空気』（主演：米倉涼子）をそれぞれ放送[24]。
- 24日 - SMAPの札幌ドーム公演が行われたこの日、木村拓哉主演のフジテレビ系月9ドラマ『PRICELESS〜あるわけねぇだろ、んなもん!〜』最終回放送。一部を札幌から生放送した。

## NHKの主なテレビドラマ

### 連続テレビ小説
カーネーション - 制作：NHK大阪放送局
- 放送日：2011年10月3日 - 2012年3月31日（全151回）
- 脚本：渡辺あや
- 出演：尾野真千子、夏木マリ 他

梅ちゃん先生
- 放送日：4月2日 - 9月29日（全156回）
- 脚本：尾崎将也
- 出演：堀北真希、松坂桃李、ミムラ、小出恵介、南果歩、高橋克実、倍賞美津子 他

純と愛 - 制作：NHK大阪放送局
- 放送日：2012年10月1日 - 2013年3月30日（全151回）
- 脚本：遊川和彦
- 出演：夏菜、風間俊介、武田鉄矢、森下愛子 他

### 大河ドラマ
平清盛
- 放送日：1月8日 - 12月23日（全50回）
- 脚本：藤本有紀
- 出演：松山ケンイチ、深田恭子、玉木宏、松雪泰子、中井貴一 他

### ドラマ10
タイトロープの女 - 制作：NHK大阪放送局
- 放送日：1月24日 - 2月28日（全6回）
- 脚本：金子ありさ
- 出演：池脇千鶴、高岡早紀 他

日中国交正常化40年記念ドキュメンタリードラマ 開拓者たち - 制作：NHKエンタープライズ、テムジン、テレビマンユニオン
- 放送日：4月3日 - 5月8日（全6回、3月17・24・31日にBSプレミアムにて先行放送）
- 脚本：坪田文
- 出演：満島ひかり、石田卓也、綾野剛、山下リオ、新井浩文 他

はつ恋
- 放送日：5月22日 - 7月17日（全8回）
- 脚本：中園ミホ
- 出演：木村佳乃、伊原剛志、青木崇高 他

つるかめ助産院〜南の島から〜 - 制作：テレパック
- 放送日：8月28日 - 10月16日（全8回）
- 原作：小川糸「つるかめ助産院」（集英社）
- 脚本：水橋文美江
- 出演：仲里依紗、余貴美子、溝端淳平、麻生祐未、賀来千香子、伊東四朗 他

シングルマザーズ
- 放送日：10月23日 - 12月11日（全8回）
- 原作：永井愛「シングルマザーズ」
- 脚本：相良敦子
- 出演：沢口靖子、高畑淳子 他

### よる★ドラ
本日は大安なり - 制作：テレパック
- 放送日：1月10日 - 3月13日（全10回）
- 脚本：西荻弓絵
- 出演：優香、浅野ゆう子、石黒賢、鈴木亮平、黒川智花 他

眠れる森の熟女
- 放送日：9月4日 - 10月30日（全9回）
- 脚本：篠崎絵里子
- 出演：草刈民代、瀬戸康史 他

恋するハエ女
- 放送日：11月6日 - 12月18日（全6回）
- 脚本：大島里美
- 出演：ミムラ、筧利夫、イッセー尾形 他

### 土曜ドラマスペシャル
とんび
- 放送日：1月7日、14日（前・後編）
- 原作：重松清（角川書店刊）
- 脚本：羽原大介
- 出演：堤真一、小泉今日子、池松壮亮 他

キルトの家
- 放送日：1月28日、2月4日（前・後編）
- 脚本：山田太一
- 出演：山﨑努、杏、三浦貴大、余貴美子、松坂慶子 他

家で死ぬということ - 制作：NHK名古屋放送局（CK公式サイト）
- 放送日：2月25日
- 脚本：大島里美
- 出演：高橋克典、渡辺美佐子、西田尚美 他

それからの海 - 制作：NHK盛岡放送局
- 放送日：3月3日
- 脚本：櫻井剛
- 出演：橋本麻由、三浦誠己、運萬治男、一青窈 他

あっこと僕らが生きた夏 - 制作：NHK大分放送局
- 放送日：4月14日、21日（前・後編）
- 原作：有村千裕（講談社）
- 脚本：谷口純一郎
- 出演：川島海荷 他

永遠の泉
- 放送日：6月16日
- 原作：藤原新也「コスモスの影にはいつも誰かが隠れている」（東京書籍）
- 脚本：金子成人
- 出演：寺尾聰、鈴木杏、山本耕史、奥貫薫、田中美佐子、小日向文世 他

負けて、勝つ 〜戦後を創った男・吉田茂〜
- 放送日：9月8日 - 10月6日（全5回）
- 脚本：坂元裕二
- 出演：渡辺謙、松雪泰子、谷原章介、野村萬斎、加藤剛 他

実験刑事トトリ
- 放送日：11月3日 - 12月1日（全5回）
- 脚本：西田征史
- 出演：三上博史、高橋光臣 他

### NHKワンセグ2のテレビドラマ
野田ともうします。 シーズン3 - 制作：メディアプルポ
- 放送日:10月1日 - 2013年2月18日（全20回）
- 原作：柘植文（講談社「Kiss PLUS」「Kiss」）
- 出演：江口のりこ 他

### BSプレミアムのテレビドラマ
トンイ - 制作：MBC・Lydus Content Company
- 放送日：2011年4月10日 - 2012年6月17日（全60回）
- 脚本：キム・イヨン
- 出演：ハン・ヒョジュ、チ・ジニ 他

こだわり男とマルサの女〜宮本信子 天才との日々 - 制作：NHKエンタープライズ
- 放送日：2月24日
- 企画：宮本信子
- 出演：平岳大、近衛はな、宮本信子 他

シークレット・ガーデン - 制作：SBS
- 放送日：4月5日 - 8月16日（全20回）
- 脚本：キム・ウンスク
- 出演：ヒョンビン、ハ・ジウォン 他

デスパレートな妻たち7 - 制作：チェリー・プロダクションズ／ABCスタジオ（2010年）（公式サイト）
- 放送日：4月6日 - 9月7日（全23回）
- 出演：フェリシティ・ハフマン（CV：唐沢潤）、ヴァネッサ・ウィリアムズ（CV：五十嵐麗） 他

王女の男 - 制作：KBS
- 放送日：7月8日 - 12月16日（全24回）
- 出演：パク・シフ、ムン・チェウォン 他

よく眠れる森のレストラン アナタのココロをおもてなし
- 放送日：8月29日
- 出演：戸次重幸（TEAM NACS）、六角精児、栗原類 他

#### BS時代劇
陽だまりの樹 - 制作：テレパック
- 放送日：4月6日 - 6月22日（全12回）
- 原作：手塚治虫『陽だまりの樹』
- 脚本：前川洋一
- 出演：市原隼人、成宮寛貴、黒川芽以、津川雅彦 他

薄桜記
- 放送日：7月13日 - 9月21日（全11回）
- 原作：五味康祐『薄桜記』
- 脚本：ジェームス三木
- 出演：山本耕史、柴本幸 他

猿飛三世
- 放送日：10月12日 - 11月30日（全8回）
- 脚本：金子成人
- 出演：伊藤淳史、水川あさみ、柳葉敏郎、浅野ゆう子、堺正章 他

#### プレミアムドラマ
恋愛検定
- 放送日：6月3日 - 6月24日（全4回）
- 原作：桂望実『恋愛検定』
- 脚本：荒井修子 他
- 出演：ほっしゃん。 他

高橋留美子劇場
- 放送日：7月8日（第1章）・15日（第2章）
- 原作：高橋留美子『高橋留美子傑作集』（小学館）
- 脚本：オカモト國ヒコ
- 出演：小日向文世、村上淳 他

欽ちゃんの初恋
- 放送日：8月19日
- 脚本：蔵方政俊
- 出演：萩本欽一、金井勇太、中越典子、東朋宏 他

うたの家〜歌人・河野裕子とその家族
- 放送日：8月26日
- 脚本：熊坂出、野々山花見
- 出演：風間杜夫、りりィ 他

まばたきで“あいしています”〜巻子の言霊(ことだま)〜
- 放送日：9月2日
- 脚本：柴田豪子
- 出演：夏八木勲、木内みどり 他

ドロクター〜ある日、ボクは村でたった一人の医者になった〜
- 放送日：9月16日、23日（前・後編）
- 脚本：田村孝裕
- 出演：小池徹平、木村文乃、イッセー尾形 他

ドンパル
- 放送日：10月7日
- 脚本：上野潤也
- 出演：趙珉和、中村ゆり 他

最後のカチンコ〜新藤兼人・乙羽信子〜
- 放送日：10月14日
- 脚本：正岡裕之
- 出演：加藤武、大谷直子 他

そこをなんとか
- 放送日：10月21日 - 12月16日（全9回）
- 原作：麻生みこと「そこをなんとか」（白泉社）
- 脚本：今井雅子、横田理恵
- 出演：本仮屋ユイカ 他

てふてふ荘へようこそ
- 放送日：10月27日 - 12月15日（全8回）
- 原作：乾ルカ「てふてふ荘へようこそ」（角川書店）
- 脚本：山岡真介
- 出演：中村俊介、夕輝壽太、黒川智花 他

償い - 制作：ホリプロ
- 放送日：11月17日 - 12月1日（全3回）
- 原作：矢口敦子
- 脚本：旺季志ずか、源孝志
- 出演：谷原章介、芦名星、今井悠貴、下条アトム 他

### 地域発ドラマ
港町相撲ボーイズ - 制作：NHK富山放送局
- 放送日：1月28日（BS）
- 脚本：宮村優子
- 出演：林隆三、加藤虎ノ介、酒井若菜 他

北海道発スペシャルドラマ 大地のファンファーレ - 制作：NHK札幌放送局
- 放送日：3月13日・20日（前・後編、2月17日・24日、北海道先行放送）
- 脚本：山本むつみ
- 出演：高良健吾、寺脇康文、蓮佛美沙子、赤木春恵 他

NHK高知放送局開局80周年記念ドラマ カゲロウの羽 - 制作：NHK高知放送局（公式サイト）
- 放送日：3月25日（BS）
- 脚本：大山淳子
- 出演：あらいすみれ、石橋蓮司、角替和枝、荒川良々 他

ヤアになる日〜鳥羽・答志島パラダイス〜 - 制作：NHK津放送局
- 放送日：9月30日（BS）
- 脚本：戸田山雅司
- 出演：倉科カナ、近藤正臣 他

北海道発・プレミアムドラマ 神様の赤ん坊 - 制作：NHK札幌放送局（公式サイト）
- 放送日：12月23日（BS）
- 脚本：橋口幸絵
- 出演：吉田栄作、奥貫薫、南沢奈央、渡辺大知 他

### 特集ドラマ（その他）
第35回創作テレビドラマ大賞大賞受賞作 夜明けのララバイ
- 放送日：3月27日
- 作：吉田真童
- 出演：谷村美月、蓮佛美沙子、渡辺大、上田耕一、竹下景子 他

朝ドラ殺人事件
- 放送日：3月28日・29日（2夜連続）
- 脚本：保木本真也
- 出演：秋元才加（AKB48）、桐山漣、六角精児、相島一之、クリス・ペプラー、国生さゆり 他

NHKスペシャル 未解決事件 File.2〜オウム真理教〜
- 放送日：5月26日（番組自体は26日・27日に放送）
- 出演：萩原聖人、冨樫真、羽場裕一、豊原功補 他

大河ドラマ大作戦
- 放送日：8月25日
- 脚本：保木本真也
- 出演：秋元才加（AKB48）、加治将樹 他

黒い十人の黒木瞳。I・II
- 放送日：9月9日（I）・12月29日（II）
- 脚本・演出：タカハタ秀太
- 出演：黒木瞳、大杉漣、相武紗季 他

梅ちゃん先生 〜結婚できない男と女スペシャル〜
- 放送日：10月13日、20日（前・後編）
- 脚本：尾崎将也
- 出演：堀北真希、松坂桃李、ミムラ、小出恵介、南果歩、高橋克実、倍賞美津子 他

### 海外ドラマ
iCarly - 制作：ニコロデオン・ムービーズ
- 放送日：2010年11月16日 - 2012年10月3日（全94回）
- 出演：ミランダ・コスグローブ（CV：水樹奈々）他

新ビバリーヒルズ青春白書3 - 制作：CBSテレビジョン・スタジオズ
- 放送日：2011年11月5日 - 2012年3月31日（全21回）
- 出演：アナリン・マッコード（CV：小島幸子）他

glee - 制作：ライアン・マーフィー・プロダクションズ、FOX TV
- 放送日：4月7日 - 9月8日（全22回）
- 出演：マシュー・モリソン（CV：森川智之）他

glee 2 - 制作：ライアン・マーフィー・プロダクションズ、FOX TV
- 放送日：9月15日 - 2013年2月9日（全22回）
- 出演：マシュー・モリソン（CV：森川智之）他

ビクトリアス - 制作：ニコロデオン・ムービーズ
- 放送日：2012年10月10日 - 2014年3月26日（全58回）
- 出演：ヴィクトリア・ジャスティス（CV：貫地谷しほり）他

イ・サン - 制作：MBC
- 放送日：2011年4月3日 - 2013年1月13日（全77回）
- 脚本：キム・イヨン
- 出演：イ・ソジン 他

## 日本テレビ系の主なテレビドラマ

### 水曜ドラマ
ダーティ・ママ!
- 放送日：1月11日 - 3月14日（全10回）
- 原作：秦建日子『ダーティ・ママ!』『ダーティ・ママ、ハリウッドへ行く!』（河出書房新社刊）
- 脚本：白木朋子、小林昌
- 出演：永作博美、香里奈 他

クレオパトラな女たち
- 放送日：4月18日 - 6月6日（全8回）
- 脚本：大石静
- 出演：佐藤隆太、稲森いずみ、北乃きい、綾野剛、三浦翔平、余貴美子 他

トッカン 特別国税徴収官
- 放送日：7月4日 - 9月19日（全10回）
- 原作：高殿円『トッカン 特別国税徴収官』（早川書房・ミステリマガジン、集英社・YOU）
- 脚本：いずみ吉紘
- 出演：井上真央、北村有起哉 他

東京全力少女
- 放送日：10月10日 - 12月19日（全11回）
- 脚本：伴一彦
- 出演：武井咲、三浦翔平、比嘉愛未、塚本高史、渡部篤郎 他

### 土曜ドラマ
理想の息子
- 放送日：1月14日 - 3月17日（全10回）
- 脚本：野島伸司
- 出演：山田涼介（Hey! Say! JUMP）、藤ヶ谷太輔（Kis-My-Ft2）、中島裕翔（Hey! Say! JUMP）、鈴木京香 他

三毛猫ホームズの推理
- 放送日：4月14日 - 6月23日（全11回）
- 原作：赤川次郎『三毛猫ホームズ』（光文社／角川書店）
- 脚本：大宮エリー 他
- 出演：相葉雅紀（嵐）、藤木直人、大倉忠義（関ジャニ∞）、大政絢、マツコ・デラックス、石坂浩二 他

ゴーストママ捜査線〜僕とママの不思議な100日〜
- 放送日：7月7日 - 9月15日（全9回）
- 原作：佐藤智一『ゴーストママ捜査線』（小学館・ビッグコミックス）
- 脚本：梅田みか、阿相クミコ 他
- 出演：仲間由紀恵、沢村一樹、志田未来、君野夢真、真田佑馬（ジャニーズJr.）、塚地武雅（ドランクドラゴン）、生瀬勝久 他

悪夢ちゃん
- 放送日：10月13日 - 12月22日（全11回）
- 原案：恩田陸「夢違」（角川書店）
- 脚本：大森寿美男
- 出演：北川景子、GACKT、優香、木村真那月、小日向文世 他

### 水曜深夜ドラマ
数学♥女子学園
- 放送日：1月11日 - 3月28日（全12回）※最終作品
- 脚本：山浦雅大、徳尾浩司
- 出演：道重さゆみ（モーニング娘。）、田中れいな（モーニング娘。）、桜田通 他

### 木曜ミステリーシアター
デカ 黒川鈴木
- 放送日：1月5日 - 3月29日（全13回）
- 原作：滝田務雄『田舎の刑事の趣味とお仕事』（創元推理文庫）
- 脚本：大宮エリー
- 出演：板尾創路（130R）、田辺誠一、田中圭 他

たぶらかし-代行女優業・マキ-
- 放送日：4月5日 - 6月28日（全13回）
- 原作：安田依央『たぶらかし』（集英社）
- 脚本：森下直 他
- 出演：谷村美月、山本耕史、段田安則 他

VISION-殺しが見える女-
- 放送日：7月5日 - 9月27日（全12回）
- 脚本：飯田譲治
- 出演：山田優、金子ノブアキ、勝村政信 他

赤川次郎原作 毒<ポイズン>
- 放送日：10月4日 - 12月27日（全13回）
- 原作：赤川次郎「毒 ポイズン」（集英社文庫）
- 脚本：鈴木智 他
- 出演：綾部祐二（ピース）、臼田あさ美、渡辺いっけい 他

### 土曜深夜ドラマ
私立バカレア高校
- 放送日：4月14日 - 6月30日（全12回）
- 原作：秋元康
- 出演：森本慎太郎（ジャニーズJr.）、島崎遥香（AKB48） 他

スプラウト
- 放送日：7月7日 - 9月29日（全12回）
- 原作：南波あつこ『スプラウト』（別冊フレンド）
- 脚本：松田裕子
- 出演：知念侑李（Hey! Say! JUMP）、森川葵、小島藤子、ルイス・ジェシー（ジャニーズJr.） 他

Piece
- 放送日：10月6日 - 12月29日（全13回）
- 原作：芦原妃名子「Piece」（小学館・ベツコミ）
- 脚本：大石哲也、松田裕子
- 出演：中山優馬、本田翼、松村北斗（ジャニーズJr.） 他

### スペシャルドラマ（日本テレビ）
デカワンコ新春スペシャル
- 放送日：1月7日
- 原作：森本梢子『デカワンコ』（集英社・YOU連載）
- 脚本：伴一彦
- 出演：多部未華子、沢村一樹、手越祐也（NEWS）、石塚英彦（ホンジャマカ） 他

特別ドキュメンタリードラマ 3.11 その日、石巻で何が起きたのか〜6枚の壁新聞
- 放送日：3月6日
- 脚本：青柳祐美子
- 出演：戸田恵子、AKIRA（EXILE）、渡部豪太、袴田吉彦、長嶋一茂、柄本明、中村雅俊 他

「名探偵コナン」ドラマスペシャル 工藤新一 京都新撰組殺人事件 - 制作：読売テレビ
- 放送日：4月12日
- 脚本：秦建日子
- 出演：溝端淳平、忽那汐里、松坂桃李、岡本玲、陣内孝則 他

金曜ロードショー 特別ドラマ企画 家族、貸します 〜ファミリー・コンプレックス〜
- 放送日：7月27日
- 脚本：鴻上尚史
- 出演：玉木宏、田中麗奈、吹石一恵、竹中直人 他

24時間テレビドラマスペシャル 車イスで僕は空を飛ぶ
- 放送日：8月25日
- 原作：長谷川泰三「命のカウンセリング」（あさ出版）
- 脚本：寺田敏雄
- 出演：二宮和也（嵐）、上戸彩 他

THE QUIZ
- 放送日：9月1日
- 原作：椙本孝思「THE QUIZ」（アルファポリス）
- 脚本：山浦雅大
- 出演：ルイス・ジェシー（ジャニーズJr.）、山下リオ、萩谷慧悟（ジャニーズJr.）、岩本照（ジャニーズJr.）、山本美月 他

ピン女のメリークリスマス 〜恋したい、恋しようとしない、恋できない。〜(公式サイト)
- 放送日：12月17日 - 12月19日（全3回）
- 脚本：松田裕子
- 出演：貫地谷しほり、塚本高史、平岩紙、谷村美月 / 平山浩行、中尾明慶、金子ノブアキ 他

### そのほか（日本テレビ）
父と息子の男旅
- 放送日：1月7日 - 3月10日（全10回）
- 脚本：吉田貴秀
- 出演：反町隆史、平松來馬

ティーンコート
- 放送日：1月10日 - 3月20日（全11回）
- 脚本：渡辺雄介 他
- 出演：剛力彩芽、瀬戸康史、村川絵梨、東幹久、前田美波里 他

ミューズの鏡
- 放送日：1月14日 - 6月23日（全24回）
- 脚本：福田雄一
- 出演：指原莉乃（AKB48） 他

メグたんって魔法つかえるの?
- 放送日：7月7日 - 12月22日（全24回）
- 脚本：福田雄一
- 出演：小嶋陽菜（AKB48） 他

シュガーレス
- 放送日：10月3日 - 12月26日（全12回）
- 原作：細川雅巳「シュガーレス」（秋田書店「週刊少年チャンピオン」連載）
- 脚本：八津弘幸
- 出演：白濱亜嵐（GENERATIONS from EXILE TRIBE）、鈴木伸之（劇団EXILE）、佐野玲於（GENERATIONS）、町田啓太（劇団EXILE） 他

### BS日テレのテレビドラマ
背の眼
- 放送日：3月31日（完全版：5月13日）
- 原作：道尾秀介『背の眼』（幻冬舎文庫）
- 脚本：清水友佳子
- 出演：渡部篤郎、成海璃子、平山浩行 他

## テレビ朝日系の主なテレビドラマ

### 水曜21時枠刑事ドラマ
相棒 season10 - 制作：東映
- 放送日：2011年10月19日 - 2012年3月21日（全19回）
- 脚本：戸田山雅司 他
- 出演：水谷豊、及川光博 他

Answer〜警視庁検証捜査官 - 制作：東映
- 放送日：4月18日 - 6月13日（全9回）
- 脚本：池上純哉、真部千晶 他
- 出演：観月ありさ、田辺誠一、五十嵐隼士、橘慶太（W-inds）、片岡鶴太郎 他

警視庁捜査一課9係（第7シリーズ） - 制作：東映
- 放送日：7月4日 - 9月5日（全10回）
- 脚本：深沢正樹、ハセベバクシンオー 他
- 出演：渡瀬恒彦、井ノ原快彦（20th Century）、羽田美智子 他

相棒 Eleven - 制作：東映
- 放送日：10月10日 - 2013年3月20日（全19回）
- 脚本：戸田山雅司 他
- 出演：水谷豊、成宮寛貴 他

### 木曜ミステリー
科捜研の女（第11シリーズ） - 制作：東映
- 放送日：2011年10月20日 - 2012年3月8日（全16回）
- 脚本：櫻井武晴、戸田山雅司 他
- 出演：沢口靖子、内藤剛志 他

新・おみやさん（第9シリーズ） - 制作：東映
- 放送日：4月12日 - 6月14日（全9回）
- 原作：石ノ森章太郎『草壁署迷宮課おみやさん』
- 脚本：森下直、岩下悠子、塩田千種 他
- 出演：渡瀬恒彦、京野ことみ、戸田恵子 他

京都地検の女（第8シリーズ） - 制作：東映
- 放送日：7月5日 - 9月6日（全8回）
- 脚本：西岡琢也 他
- 出演：名取裕子、寺島進、大杉漣、益岡徹、蟹江敬三 他

捜査地図の女 - 制作：東映
- 放送日：10月18日 - 12月6日（全7回）
- 脚本：岩下悠子、真部千晶 他
- 出演：真矢みき、石黒賢、内山理名、渡辺いっけい、草笛光子、中村梅雀 他

### 木曜ドラマ
聖なる怪物たち
- 放送日：1月19日 - 3月8日（全8回）
- 原作：河原れん『聖なる怪物たち』（幻冬舎文庫）
- 脚本：荒井修子、高山直也
- 出演：岡田将生、中谷美紀、加藤あい、長谷川博己、鈴木杏 他

Wの悲劇 - 制作：MMJ
- 放送日：4月26日 - 6月14日（全8回）
- 原作：夏樹静子『Wの悲劇』（光文社文庫）
- 脚本：寺田敏雄 他
- 出演：武井咲、桐谷健太、松下由樹、福田沙紀 他

遺留捜査（第2シリーズ） - 制作：東映
- 放送日：7月12日 - 9月6日（全8回）
- 脚本：大石哲也 他
- 出演：上川隆也、斉藤由貴、八嶋智人、三宅裕司 他

ドクターX〜外科医・大門未知子〜（第1シリーズ） - 制作：ザ・ワークス
- 放送日：10月18日 - 12月13日（全8回）
- 脚本：中園ミホ
- 出演：米倉涼子、内田有紀、田中圭、段田安則 他

### 金曜ナイトドラマ
13歳のハローワーク - 制作：MMJ
- 放送日：1月13日 - 3月9日（全9回）
- 原作：村上龍『新13歳のハローワーク』（幻冬舎）
- 脚本：大石哲也 他
- 出演：松岡昌宏（TOKIO）、横山裕（関ジャニ∞）、桐谷美玲 他

都市伝説の女 - 制作：MMJ
- 放送日：4月13日 - 6月8日（全9回）
- 脚本：後藤法子
- 出演：長澤まさみ、溝端淳平、平山浩行、竹中直人 他

ボーイズ・オン・ザ・ラン
- 放送日：7月6日 - 9月7日（全9回）
- 原作：花沢健吾『ボーイズ・オン・ザ・ラン』（小学館・ビッグスピリッツコミックス刊）
- 脚本：高橋悠也
- 出演：丸山隆平（関ジャニ∞）、平愛梨 他

匿名探偵 - 制作：MMJ
- 放送日：10月12日 - 12月7日（全9回）
- 脚本：高山直也 他
- 出演：高橋克典、片瀬那奈、田山涼成、三浦理恵子 他

### 日曜ナイトプレミア
妄想捜査〜桑潟幸一准教授のスタイリッシュな生活 - 制作：東映　※最終作品
- 放送日：1月22日 - 3月18日（全8回）
- 原作：奥泉光『桑潟幸一准教授のスタイリッシュな生活』（文藝春秋刊）
- 脚本：森ハヤシ 他
- 出演：佐藤隆太、桜庭ななみ 他

### スーパーヒーロータイム
仮面ライダーフォーゼ - 制作：東映、ADK
- 放送日：2011年9月4日 - 2012年8月26日（全48回）
- 原作：石ノ森章太郎（石森章太郎プロ）
- 脚本：中島かずき 他
- 出演：福士蒼汰、高橋龍輝、清水富美加、吉沢亮、坂田梨香子、冨森ジャスティン、志保、土屋シオン、田中卓志（アンガールズ）、鶴見辰吾 他

特命戦隊ゴーバスターズ - 制作：東映、東映エージェンシー
- 放送日：2012年2月26日 - 2013年2月10日（全50回）
- 原作：八手三郎
- 脚本：小林靖子 他
- 出演：鈴木勝大、馬場良馬、小宮有紗、松本寛也、陳内将、水崎綾女、榊英雄 他

仮面ライダーウィザード - 制作：東映、ADK
- 放送日：2012年9月2日 - 2013年9月29日
- 原作：石ノ森章太郎（石森章太郎プロ）
- 脚本：きだつよし 他
- 出演：白石隼也、奥仲麻琴（PASSPO☆）、永瀬匡、戸塚純貴、高山侑子、小倉久寛 他

### スペシャルドラマ（テレビ朝日）
特命係長 只野仁ファイナル - 制作：MMJ
- 放送日：1月6日、7日
- 原作：柳沢きみお「特命係長 只野仁」
- 脚本：高山直也
- 出演：高橋克典、櫻井淳子、永井大、蛯原友里、三浦理恵子、梅宮辰夫 他

ナサケの女スペシャル〜国税局査察官〜
- 放送日：2月4日
- 脚本：中園ミホ
- 出演：米倉涼子、速水もこみち、武田鉄矢 他

第11回文芸社ドラマスペシャル 恋味母娘 - 制作：電通
- 放送日：2月19日
- 原作：村井日向子『恋味定食』（文芸社刊）
- 脚本：井沢満
- 出演：斉藤由貴、加藤虎ノ介、髙嶋政宏、白川由美 他

ABC創立60周年記念スペシャルドラマ 必殺仕事人2012 - 制作：朝日放送、松竹
- 放送日：2月19日
- 脚本：寺田敏雄
- 出演：東山紀之（少年隊）、松岡昌宏（TOKIO）、田中聖（KAT-TUN）、和久井映見、高橋英樹 他

SP〜警視庁警護課II - 制作：東映
- 放送日：3月3日
- 脚本：西岡琢也
- 出演：渡瀬恒彦、かたせ梨乃、上原多香子（SPEED）、平泉成、高畑淳子 他

ドラマスペシャル 濃姫 - 制作：東映
- 放送日：3月17日
- 脚本：後藤法子
- 出演：観月ありさ、城田優 他

ドラマスペシャル 刑事魂 - 制作：東映
- 放送日：3月31日
- 脚本：西岡琢也
- 出演：高橋克典、小澤征悦 他

ドラマスペシャル 灰色の虹 - 制作：東映
- 放送日：5月19日
- 原作：貫井徳郎「灰色の虹」（新潮社）
- 脚本：吉本昌弘
- 出演：椎名桔平、塚本高史、吹越満、星野真里、寺島進、風吹ジュン 他

松本清張没後20年特別企画 ドラマスペシャル 波の塔 - 制作：東映
- 放送日：6月23日
- 原作：松本清張「波の塔」（文春文庫）
- 脚本：竹山洋
- 出演：沢村一樹、羽田美智子、佐野史郎、市川由衣、杉本哲太、平泉成、西岡徳馬、鹿賀丈史 他

緊急特別番組 追悼・地井武男さん 大崎郁三の事件散歩 - 制作：VIVIA
- 放送日：6月30日
- 脚本：山岡真介
- 出演：地井武男、小泉孝太郎、雛形あきこ、山本陽子 他

第11回テレビ朝日21世紀新人シナリオ大賞・大賞受賞作品 花の冠
- 放送日：9月14日
- 脚本：若狭大基
- 出演：蓮佛美沙子、中川大志、飯豊まりえ、矢柴俊博、眞島秀和、斉藤由貴 他

ドラマスペシャル だましゑ歌麿II - 制作：松竹
- 放送日：9月15日
- 原作：高橋克彦「さやゑ歌麿」（文藝春秋『オール讀物』2011年11月号掲載）
- 脚本：古田求
- 出演：水谷豊、中村橋之助、岸部一徳、古谷一行 他

死と彼女とぼく - 制作：MMJ
- 放送日：9月21日
- 原作：川口まどか「死と彼女とぼく」（講談社漫画文庫、KC Kiss）
- 脚本：落合正幸
- 出演：三根梓、市川知宏、櫻井淳子 他

ドラマスペシャル みをつくし料理帖 - 制作：東映
- 放送日：9月22日
- 原作：高田郁「みをつくし料理帖」シリーズ『八朔の雪』『花散らしの雨』（角川春樹事務所）
- 脚本：吉田紀子
- 出演：北川景子、原田美枝子、貫地谷しほり、平岡祐太、高橋一生、室井滋、大杉漣、松岡昌宏（TOKIO） 他

テレビ朝日開局55周年記念 松本清張没後20年 2週連続ドラマスペシャル 十万分の一の偶然 - 制作：東映
- 放送日：12月15日
- 原作：松本清張「十万分の一の偶然」（文春文庫）
- 脚本：吉本昌弘
- 出演：田村正和、中谷美紀 他

テレビ朝日開局55周年記念 松本清張没後20年 2週連続ドラマスペシャル 熱い空気 - 制作：東映
- 放送日：12月22日
- 原作：松本清張「熱い空気」（文春文庫「事故」所収）
- 脚本：竹山洋
- 出演：米倉涼子、余貴美子、段田安則、野際陽子、高岡早紀 他

#### スペシャルドラマ（ANN系列局）
福岡恋愛白書7 - 制作：九州朝日放送
- 放送日：3月24日
- 出演：石橋杏奈、指原莉乃（AKB48） 他

HTBスペシャルドラマ 幸せハッピー - 制作：北海道テレビ放送（公式サイト）
- 放送日：12月15日
- 脚本：青木豪
- 出演：渡辺えり、大谷亮介、吉本菜穂子、根岸季衣 他

### そのほか（テレビ朝日）
私のホストちゃん〜しちにんのホスト〜 - 制作：MMJ
- 放送日：2011年10月4日 - 2012年3月27日
- 脚本：鈴木おさむ
- 出演：オキャディー 他

ガールズトーク〜十人のシスターたち〜 - 制作：MMJ
- 放送日：10月2日 - 2013年3月26日
- 脚本：鈴木おさむ
- 出演：小田あさ美、佐野光来、長谷川瑠美、なつみ、ラブリ 他

#### そのほか（ANN系列局）
家族レッスン - 制作：朝日放送
- 放送日：3月26日 - 3月30日（全5回）

名古屋行き最終列車 - 制作：メ〜テレ
- 放送日：12月17日 - 20日（全4回）
- 出演：松井玲奈（SKE48）、笹野高史、渡辺哲、白石美帆、山崎樹範、片岡信和、六角精児 他

### BS朝日のテレビドラマ
Fallen Angel
- 放送日：1月14日 - 3月24日
- 作：李正姫
- 出演：加藤和樹、植原卓也、北村匠海 他

非公認戦隊アキバレンジャー - 制作：東映、東映エージェンシー
- 放送日：4月6日 - 6月29日 ※地上波はTOKYO MXで4月2日より放送
- 脚本：荒川稔久、香村純子
- 出演：和田正人、日南響子、荻野可鈴、内田真礼、穂花、森田美位子 他

市長はムコ殿
- 放送日：5月7日 - 7月9日（全10回）
- 出演：渡部篤郎、黒谷友香、市毛良枝 他

#### ドラマインソムニア
悪夢のドライブ
- 放送日：4月28日 - 6月30日（全9回）
- 原作：木下半太『悪夢のドライブ』（幻冬舎文庫）
- 脚本：岡本貴也
- 出演：小澤亮太、中尾明慶、竹富聖花 他　

青空の卵
- 放送日：7月28日 - 9月29日（全10回）
- 脚本：松田恵里子 他
- 出演：阿久津愼太郎、井上正大 他

## TBS系の主なテレビドラマ

### パナソニック ドラマシアター
ステップファザー・ステップ - 制作：大映テレビ
- 放送日：1月9日 - 3月19日（全11回）
- 原作：宮部みゆき『ステップファザー・ステップ』（講談社文庫）
- 脚本：篠崎絵里子、徳永友一、国井桂
- 出演：上川隆也、小西真奈美、平山あや、須藤理彩、渡辺いっけい、伊東四朗 他

ハンチョウ〜警視庁安積班〜（シリーズ5） - 制作：ドリマックス・テレビジョン
- 放送日：4月9日 - 6月25日（全12回）
- 原作：今野敏『神南署安積班』『安積班シリーズ』(ハルキ文庫)
- 脚本：大川俊道 他
- 出演：佐々木蔵之介、比嘉愛未、小澤征悦、福士誠治、高島礼子、里見浩太朗 他

浪花少年探偵団 - 制作：テレパック
- 放送日：7月2日 - 9月17日（全12回）
- 原作：東野圭吾『浪花少年探偵団』『しのぶセンセにサヨナラ』（講談社文庫）
- 脚本：吉田紀子 他
- 出演：多部未華子、小池徹平、山本耕史 他

宮部みゆきミステリー パーフェクト・ブルー - 制作：C.A.L
- 放送日：10月8日 - 12月17日（全11回）
- 原作：宮部みゆき『パーフェクト・ブルー』『心とろかすような─マサの事件簿』（創元推理文庫）
- 脚本：山崎淳也
- 出演：瀧本美織、寺脇康文、財前直見 他

### 木曜ドラマ9
最高の人生の終り方〜エンディングプランナー〜
- 放送日：1月12日 - 3月15日（全10回）
- 脚本：渡辺千穂
- 出演：山下智久、榮倉奈々、反町隆史、前田敦子（AKB48）、山﨑努 他

パパドル! - 制作：ドリマックス・テレビジョン
- 放送日：4月19日 - 6月28日（全10回）
- 脚本：金子ありさ 他
- 出演：錦戸亮（関ジャニ∞）、優香、川島海荷、えなりかずき、八嶋智人、財前直見 他

ビギナーズ!
- 放送日：7月12日 - 9月20日（全10回）
- 脚本：櫻井剛
- 出演：藤ヶ谷太輔（Kis-My-Ft2）、北山宏光（Kis-My-Ft2）、剛力彩芽、鹿賀丈史、石田ひかり、杉本哲太 他

レジデント〜5人の研修医 - 制作：テレパック
- 放送日：10月18日 - 12月20日（全10回）
- 脚本：永田優子
- 出演：仲里依紗、林遣都、増田貴久（NEWS）、大政絢、石橋杏奈 他

### 金曜ドラマ
恋愛ニート〜忘れた恋のはじめ方
- 放送日：1月20日 - 3月23日（全10回）
- 脚本：永田優子
- 出演：仲間由紀恵、佐々木蔵之介、市川実日子、永山絢斗、室井滋、田中裕二（爆笑問題）、りょう 他

もう一度君に、プロポーズ - 制作：共同テレビ
- 放送日：4月20日 - 6月22日（全10回）
- 脚本：桐野世樹 他
- 出演：竹野内豊、和久井映見、山本裕典、倉科カナ、真野響子 他

黒の女教師
- 放送日：7月20日 - 9月21日（全10回）
- 脚本：山下友弘 他
- 出演：榮倉奈々、木村文乃、市川実日子、小林聡美 他

大奥〜誕生［有功・家光篇］
- 放送日：10月12日 - 12月14日（全10回）
- 原作：よしながふみ『大奥』（白泉社刊）
- 脚本：神山由美子
- 出演：堺雅人、多部未華子 他

### 日曜劇場
運命の人
- 放送日：1月15日 - 3月18日（全10回）
- 原作：山崎豊子（文藝春秋刊）
- 脚本：橋本裕志
- 出演：本木雅弘、松たか子、真木よう子、大森南朋、北大路欣也 他

ATARU
- 放送日：4月15日 - 6月24日（全11回）
- 脚本：櫻井武晴
- 出演：中居正広（SMAP）、栗山千明、北村一輝 他

サマーレスキュー〜天空の診療所〜 制作：The icon
- 放送日：7月8日 - 9月23日（全10回）
- 脚本：秦建日子 他
- 出演：向井理、尾野真千子、小池栄子、時任三郎 他

MONSTERS
- 放送日：10月21日 - 12月9日（全8回）
- 脚本：蒔田光治
- 出演：香取慎吾（SMAP）、山下智久、柳原可奈子、大竹まこと、遠藤憲一 他

### フライデードラマNEO・ドラマNEO

#### フライデードラマNEO
白戸修の事件簿 ※最終作品
- 放送日：1月27日 - 3月30日（全10回）
- 原作：大倉崇裕『『白戸修の事件簿』（双葉文庫）『白戸修の狼狽』（双葉社）
- 脚本：渡辺啓、穴吹一朗 他
- 出演：千葉雄大、本郷奏多、中村静香 他

#### ドラマNEO
放課後はミステリーとともに ※第1回作品
- 放送日：4月23日 - 6月25日（全10回）
- 原作：東川篤哉『放課後はミステリーとともに』（実業之日本社）
- 脚本：泉澤陽子、鳴門真規
- 出演：川口春奈、速水もこみち 他

走馬灯株式会社
- 放送日：7月16日 - 9月17日（全10回）
- 原作：菅原敬太『走馬灯株式会社』（双葉社）
- 脚本：猪原健太、橋本博行
- 出演：香椎由宇 他

イロドリヒムラ
- 放送日：10月15日 - 12月17日（全10回）
- 脚本：北川悦吏子 他
- 出演：日村勇紀（バナナマン） 他

### MBS制作・TBS系深夜ドラマ
家族八景 Nanase, Telepathy Girls' Ballad
- 放送日：1月19日 - 3月22日（全10回）
- 原作：筒井康隆『家族八景』
- 脚本：佐藤二朗、池田鉄洋、前田司郎、江本純子、上田誠 他
- 出演：木南晴夏 他

※以下『花のスボラ飯』以外は、MBSでは木曜日に2作品を放送（TBSでは火曜日、日曜日にそれぞれ放送）
クロヒョウ2 龍が如く 阿修羅編 - 制作：「クロヒョウ2」製作委員会
- 放送日：4月5日 - 6月21日（全12回）
- 脚本：安井国穂、熊本浩武
- 出演：斎藤工 他

コドモ警察
- 放送日：4月19日 - 6月28日（全10回）
- 脚本：福田雄一
- 出演：鈴木福、勝地涼、マリウス葉（Sexy Zone）、本田望結、吉瀬美智子 他

戦国BASARA -MOONLIGHT PARTY-
- 放送日：7月12日 - 9月20日（全9回）
- 脚本：高橋ナツコ、山口亮太
- 出演：林遣都、武田航平 他

ドラゴン青年団
- 放送日：7月19日 - 9月27日（全10回）
- 脚本：上田誠
- 出演：安田章大（関ジャニ∞）、蓮佛美沙子、ユースケ・サンタマリア 他

花のズボラ飯
- 放送日：10月25日 - 12月27日（全10回）
- 原作：久住昌之・水沢悦子『花のズボラ飯』（秋田書店「Eleganceイブ」連載中）
- 脚本：オークラ 他
- 出演：倉科カナ、加藤シゲアキ（NEWS）、児嶋一哉（アンジャッシュ） 他

### スペシャルドラマ (TBS)
新春歴史スペシャル 知られざる幕末の志士 山田顕義物語 - 制作：毎日放送・エルフ・エージェンシー
- 放送日：1月2日
- 脚本：松本崇、天沢彰
- 出演：山田涼介（Hey! Say! JUMP）、渡哲也 他

向田邦子新春ドラマスペシャル 花嫁（公式サイト）
- 放送日：1月2日
- 原作：向田邦子
- 脚本：黒土三男
- 出演：泉ピン子、佐野瑞樹、小林綾子、仲間由紀恵、川島海荷、小林稔侍 他

MBS開局60周年記念スペシャルドラマ 花嫁の父 - 制作：毎日放送・MMJ
- 放送日：1月8日
- 作・脚本：井沢満『ゆきの、おと〜花嫁の父〜』（講談社刊）
- 出演：柳葉敏郎、貫地谷しほり 他

おふくろ先生の診療日記4 - 制作：毎日放送・TBS、ドリマックス・テレビジョン
- 放送日：3月12日
- 脚本：関根俊夫
- 出演：泉ピン子、大杉漣 他

終着駅〜トワイライトエクスプレスの恋
- 放送日：3月20日
- 脚本：鎌田敏夫
- 出演：佐藤浩市、中山美穂 他

春のヒューマンドラマSP 奇跡のホスピス〜人生の"わすれもの"ってなんですか?〜 - 制作：毎日放送
- 放送日：3月28日
- 脚本：大浜直樹、安田真奈
- 出演：真矢みき、石田ひかり、本仮屋ユイカ 他

SPEC〜翔〜
- 放送日：4月1日
- 脚本：西荻弓絵
- 出演：戸田恵梨香、加瀬亮 他

3夜連続スペシャルドラマ ブラックボード〜時代と戦った教師たち〜
- 放送日：4月5日 - 7日（全3回）
- 脚本：井上由美子
- 出演：櫻井翔（嵐） / 佐藤浩市 / 松下奈緒 他

TBS・講談社第3回ドラマ原作大賞大賞受賞作 猫弁 〜死体の身代金〜（公式サイト）
- 放送日：4月23日
- 原作：大山淳子（TBS・講談社第3回ドラマ原作大賞大賞受賞作『猫弁 〜天才百瀬とやっかいな依頼人たち〜』（講談社））
- 脚本：大山淳子
- 出演：吉岡秀隆、杏 他

悪女について
- 放送日：4月30日
- 原作：有吉佐和子『悪女について』（新潮文庫）
- 脚本：池端俊策
- 出演：沢尻エリカ 他

宮部みゆき・4週連続"極上"ミステリー（公式サイト）
- 放送日：5月7日・14日・21日・28日（全4作品）
- 原作：宮部みゆき『理由』『スナーク狩り』『長い長い殺人』『レベル7』
- 出演：寺尾聰、速水もこみち / 伊藤淳史、田中麗奈 / 長塚京三、仲村トオル、谷原章介 / 玉木宏、杏、瀧本美織、伊原剛志 他

NTTドコモ20周年スペシャルドラマ 夢の扉 特別編「20年後の君へ」
- 放送日：7月1日
- 脚本：渡辺千穂
- 出演：中井貴一、坂口憲二、向井理、忽那汐里、田中圭、原田美枝子 他

金子みすゞ物語〜みんなちがってみんないい〜
- 放送日：7月9日
- 脚本：清水曙美
- 出演：上戸彩、今井翼（当時タッキー&翼）、西郷輝彦、高島礼子、奈良岡朋子 他

橋田壽賀子ドラマスペシャル 妻が夫をおくるとき - 制作：ドリマックス・テレビジョン（公式サイト）
- 放送日：7月23日
- 脚本：橋田寿賀子
- 出演：岸本加世子、大杉漣、薬師丸ひろ子 他

橋田壽賀子ドラマ 渡る世間は鬼ばかり ただいま!!2週連続スペシャル〜前後編
- 放送日：9月17日・24日
- 脚本：橋田寿賀子
- 出演：泉ピン子、角野卓造、えなりかずき、宇津井健 他

リセット〜本当のしあわせの見つけ方〜 - 制作：毎日放送、テレパック
- 放送日：9月30日
- 原作：垣谷美雨「リセット」（双葉文庫）
- 脚本：浅野妙子
- 出演：鈴木保奈美、高島礼子、坂井真紀、志田未来、桜庭ななみ、山谷花純 他

日中国交正常化40周年特別番組 強行帰国〜忘れ去られた花嫁たち〜
- 放送日：10月1日
- 脚本：土城温美
- 出演：渡哲也、前田敦子、阿部力、角替和枝、藤吉久美子、倍賞美津子 他

ハイスクール歌劇団☆男組 - 制作：中部日本放送
- 放送日：10月6日
- 脚本：江頭美智留
- 出演：大東駿介、桜庭ななみ 他

月曜ゴールデン特別企画 ダブルフェイス 潜入捜査編 - 制作：TBS・WOWOW
- 放送日：10月15日
- 脚本：羽原大介
- 出演：西島秀俊、香川照之、和久井映見、伊藤淳史、角野卓造、小日向文世 他

### そのほか (TBS)
RUN60
- 放送日：4月18日 - 6月13日（全9回）※関東地区はTOKYO MXで放送。
- 脚本：松田良太郎、正岡謙一郎
- 出演：桐山漣 他

北海道放送創立60周年記念連続ドラマ スープカレー - 制作：『スープカレー』製作委員会
- 放送日：4月16日 - 6月29日（全10回）
- 総監修：本広克行
- 脚本・監修：秦建日子
- 出演：TEAM NACS（森崎博之・安田顕・戸次重幸・大泉洋・音尾琢真） 他

### BS-TBSのテレビドラマ
スペシャルドラマ 家族が家族であるために（公式サイト）
- 放送日：3月28日
- 脚本：鎌田敏夫
- 出演：中村雅俊、谷村美月、麻生祐未 他

### TBSチャンネルのテレビドラマ
Kesennuma,Voices. 東日本大震災復興特別企画〜堤幸彦の記録〜 - 制作：オフィスクレッシェンド（公式サイト）
- 放送日：3月11日（TBSチャンネル（当時。現・TBSチャンネル1）で放送）
- 原作・脚本・監督：堤幸彦
- 出演：生島勇輝、生島翔、気仙沼のみなさん

## テレビ東京系の主なテレビドラマ

### ソコアゲ★ナイト（水曜）
孤独のグルメ Season2 - 制作：共同テレビ
- 放送日：10月10日 - 12月26日（全12回）
- 原作：久住昌之・谷口ジロー『孤独のグルメ』（扶桑社「SPA!」連載）
- 脚本：田口佳宏 他
- 出演：松重豊 他

### ドラマ24
撮らないで下さい!!グラビアアイドル裏物語
- 放送日：1月13日 - 4月6日（全12回）
- 脚本：入江信吾 他
- 出演：川村ゆきえ、杉原杏璃、小松彩夏、手島優 他

クローバー
- 放送日：4月13日 - 6月29日（全12回）
- 原作：平川哲弘『クローバー』（秋田書店「週刊少年チャンピオン」連載）
- 脚本：村上直美 他
- 出演 : 賀来賢人、三浦貴大、有村架純、鈴之助、青柳翔 他

マジすか学園3
- 放送日：7月13日 - 10月5日（全12回）
- 企画・原作：秋元康
- 脚本：長谷川圭一 他
- 出演：島崎遥香（AKB48） / AKB48、SKE48 他

勇者ヨシヒコと悪霊の鍵
- 放送日：10月12日 - 12月21日（全11回）
- 脚本・監督：福田雄一
- 出演 : 山田孝之、木南晴夏、ムロツヨシ、佐藤二朗、宅麻伸 他

### 金曜深夜ドラマ
さばドル
- 放送日：1月13日 - 4月6日（全12回）
- 脚本：根本ノンジ、安倍照雄
- 出演：渡辺麻友（AKB48）他

D×TOWN
- 放送日：4月6日 - 9月28日（全6作品×4回）
- 出演：五十嵐隼士 / 鈴木裕樹 / 山田裕貴 / 瀬戸康史 / 遠藤雄弥 / 柳下大（以上、D-BOYS） 他

恋するメゾン。〜Rainbow Rose〜
- 放送日：4月13日 - 6月29日（全12回）
- 脚本：パク・シンイ、チョン・ボング
- 出演：カン・ジヨン（KARA）、ゴニル（超新星） 他

ウレロ☆未完成少女
- 放送日：7月13日 - 10月5日（全12回）
- 脚本：オークラ 他
- 出演：劇団ひとり、バカリズム、東京03、早見あかり 他

好好!キョンシーガール〜東京電視台戦記〜
- 放送日 10月12日 - 12月21日（全11回）
- 脚本：濱谷晃一 他
- 出演：川島海荷、9nine、鏑木海智、名高達男 他

### 新春ワイド時代劇
忠臣蔵〜その義その愛
- 放送日：1月2日
- 脚本：金子成人
- 出演：内野聖陽、常盤貴子、舘ひろし 他

### スペシャルドラマ
湯けむりスナイパーお正月スペシャル2012
- 放送日：1月6日
- 原作：ひじかた憂峰、松森正（実業之日本社『漫画サンデー』連載）
- 演出・脚本：大根仁
- 出演者：遠藤憲一、伊藤裕子、でんでん 他

逃亡者 おりんスペシャル「最終章」 - 制作：C.A.L
- 放送日：1月12日
- 脚本：藤井邦夫
- 出演：青山倫子、宅麻伸、榎木孝明 他

明日をあきらめない…がれきの中の新聞社〜河北新報のいちばん長い日〜
- 放送日：3月4日
- 原作：「河北新報のいちばん長い日」（河北新報社著、文藝春秋刊）
- 脚本：横幕智裕
- 出演：渡部篤郎、小池栄子、斉藤由貴、鶴見辰吾 他 / 池上彰（ナビゲーター）

向田邦子ドラマスペシャル 蛇蝎のごとく - 製作：テレビ東京、ホリプロ
- 放送日：3月14日
- 原作：向田邦子『蛇蝎のごとく』
- 脚本：長尾啓司
- 出演：市村正親、黒木瞳、石原さとみ、中村俊介、小澤征悦、芦名星 他

Friend-Ship Project〜タクのタクシー〜 - 制作：東北新社（公式サイト）
- 放送日：3月31日
- 脚本：川西純
- 出演：駿河太郎 他

STAND UP!ヴァンガード - 制作：ブシロード
- 放送日：5月3日
- 原作：伊藤彰
- 脚本：黒木久勝
- 出演：DAIGO 他

親父がくれた秘密〜下荒井5兄弟の帰郷〜 - 製作：テレビ東京・スタジオブルー（公式サイト）
- 放送日：9月12日
- 原作：大泉洋 『TEAM NACS第13回公演「下荒井兄弟のスプリング、ハズ、カム。」』
- 脚本：山咲藍
- 出演：大森南朋、ユースケ・サンタマリア、小澤征悦、高良健吾、永山絢斗、橋爪功 他

### そのほか（テレビ東京）
ウルトラマンシリーズ45周年 ウルトラマン列伝 - 制作：円谷プロダクション
- 放送日：2011年7月6日 - 2013年6月26日（2年間、全65回）

牙狼＜GARO＞〜MAKAISENKI〜 - 制作：東北新社、オムニバス・ジャパン
- 放送日：2011年10月6日 - 2012年3月29日（全24回）
- 原作・総監督：雨宮慶太
- 脚本：雨宮慶太 他
- 出演：小西遼生、肘井美佳 他

孤独のグルメ - 制作：共同テレビ
- 放送日：1月5日 - 3月22日（全12回）
- 原作：久住昌之・谷口ジロー『孤独のグルメ』（扶桑社「SPA!」連載）
- 脚本：田口佳宏 他
- 出演：松重豊 他

逃亡者 おりん2 - 制作：C.A.L
- 放送日：1月17日 - 3月27日（全11回）
- 脚本：沢橋凛 他
- 出演：青山倫子、渡辺大 他

### BSジャパンのテレビドラマ
駅弁ひとり旅〜東北編〜
- 放送日：4月5日 - 6月21日（全12回）
- 原作：『駅弁ひとり旅』（監修：櫻井寛、作画：はやせ淳 双葉社「漫画アクション」連載）
- 脚本：塚田哲也
- 出演：岡田義徳 他

黒い報告書
- 放送日：6月9日（第1回）、12月8日（第2回）
- 原作：『黒い報告書』（週刊新潮連載）
- 脚本：日比野ひとし
- 出演：石黒賢 他

## フジテレビ系の主なテレビドラマ

### 月9
ラッキーセブン
- 放送日：1月16日 - 3月19日（全10回）
- 脚本：早船歌江子、野木亜紀子 他
- 出演：松本潤（嵐）、瑛太、仲里依紗、大泉洋、松嶋菜々子 他

鍵のかかった部屋
- 放送日：4月16日 - 6月25日（全11回）
- 原作：貴志祐介「鍵のかかった部屋」「硝子のハンマー」「狐火の家」（角川書店）
- 脚本：相沢友子 他
- 出演：大野智（嵐）、戸田恵梨香、佐藤浩市 他

リッチマン、プアウーマン
- 放送日：7月9日 - 9月17日（全11回）
- 脚本：安達奈緒子
- 出演：小栗旬、石原さとみ、相武紗季、井浦新 他

PRICELESS〜あるわけねぇだろ、んなもん!〜
- 放送日：10月22日 - 12月24日（全10回）
- 脚本：古家和尚 他
- 出演：木村拓哉（SMAP）、中井貴一、香里奈、藤木直人 他

### 火曜9時
ストロベリーナイト - 制作：共同テレビ
- 放送日：1月10日 - 3月20日（全11回）
- 原作：誉田哲也『ストロベリーナイト』（光文社）
- 脚本：林誠人 他
- 出演：竹内結子、西島秀俊、小出恵介、宇梶剛士、丸山隆平（関ジャニ∞）、武田鉄矢 他

リーガル・ハイ - 制作：共同テレビ
- 放送日：4月17日 - 6月26日（全11回）
- 脚本：古沢良太
- 出演：堺雅人、新垣結衣、生瀬勝久、小池栄子、里見浩太朗 他

息もできない夏 - 制作：共同テレビ
- 放送日：7月10日 - 9月18日（全11回）
- 脚本：渡辺千穂 他
- 出演：武井咲、江口洋介、木村佳乃 他

遅咲きのヒマワリ〜ボクの人生、リニューアル〜 - 制作：共同テレビ
- 放送日：10月23日 - 12月25日（全10回）
- 脚本：橋部敦子
- 出演：生田斗真、真木よう子、桐谷健太、香椎由宇、柄本佑、木村文乃、国仲涼子 他

### 関西テレビ制作・火曜10時
ハングリー! - 制作：ホリプロ
- 放送日：1月10日 - 3月20日（全11回）
- 脚本：大森美香
- 出演：向井理、瀧本美織、国仲涼子、塚本高史、稲垣吾郎（SMAP） 他

37歳で医者になった僕〜研修医純情物語〜
- 放送日：4月10日 - 6月19日（全11回）
- 原作：川渕圭一『研修医純情物語〜先生と呼ばないで〜』『ふり返るなドクター〜研修医純情物語〜』（幻冬舎）
- 脚本：古家和尚
- 出演：草彅剛（SMAP）、水川あさみ、ミムラ、松平健 他

GTO - 制作：MMJ
- 放送日：7月3日 - 9月11日（全11回）
- 原作：藤沢とおる『GTO』（講談社「マガジンKC」）
- 脚本：深沢正樹 他
- 出演：AKIRA（EXILE）、瀧本美織、山本裕典、田山涼成、城田優、黒木瞳 他

ゴーイング マイ ホーム - 制作：テレビマンユニオン
- 放送日：10月9日 - 12月18日（全10回）
- 脚本・監督：是枝裕和
- 出演：阿部寛、山口智子、宮崎あおい、YOU、西田敏行 他　

### 木曜劇場
最後から二番目の恋
- 放送日：1月12日 - 3月22日（全11回）
- 脚本：岡田惠和
- 出演：小泉今日子、中井貴一、坂口憲二、内田有紀、飯島直子 他

カエルの王女さま
- 放送日：4月12日 - 6月21日（全11回）
- 脚本：吉田智子
- 出演：天海祐希、石田ゆり子、大島優子（AKB48）、玉山鉄二、片瀬那奈、岸部一徳 他

東野圭吾ミステリーズ
- 放送日：7月5日 - 9月20日（全11回）
- 原作：東野圭吾
- 脚本：高橋幹子、坂口理子 他
- 出演：中井貴一（ナビゲーター）/ 唐沢寿明、坂口憲二、松下奈緒、観月ありさ、反町隆史、長澤まさみ 他

結婚しない
- 放送日：10月11日 - 12月20日（全11回）
- 脚本：山崎宇子、坂口理子
- 出演：菅野美穂、天海祐希、玉木宏 他

### ドラマチック・サンデー
早海さんと呼ばれる日 - 制作：共同テレビ
- 放送日：1月15日 - 3月18日（全10回）
- 脚本：大島里美
- 出演：松下奈緒、井ノ原快彦（V6）、要潤、中丸雄一（KAT-TUN）、古手川祐子、船越英一郎 他

家族のうた - 制作：共同テレビ
- 放送日：4月15日 - 6月3日（全8回）
- 脚本：酒井雅秋 他
- 出演：オダギリジョー、ユースケ・サンタマリア、貫地谷しほり、藤竜也、大塚寧々 他

ビューティフルレイン - 制作：共同テレビ
- 放送日：7月1日 - 9月16日（全12回）
- 脚本：羽原大介
- 出演：豊川悦司、芦田愛菜、中谷美紀 他

TOKYOエアポート〜東京空港管制保安部〜
- 放送日：10月14日 - 12月23日（全10回）
- 脚本：宇田学
- 出演：深田恭子、佐々木希、要潤、瀬戸康史、瀬戸朝香、時任三郎 他

### 土ドラ
未来日記-ANOTHER:WORLD- ※第1回作品
- 放送日：4月21日 - 6月30日（全11回）
- 原作：えすのサカエ『未来日記』（角川書店）
- 脚本：桑村さや香、早船歌江子 他
- 出演：岡田将生、剛力彩芽 他

主に泣いてます
- 放送日：7月7日 - 9月8日（全8回）
- 原作：東村アキコ『主に泣いてます』（講談社・モーニング）
- 脚本：野木亜紀子、宇山佳佑
- 出演：菜々緒、中丸雄一（KAT-TUN）、草刈麻有、風間トオル 他

高校入試
- 放送日：10月6日 - 12月29日（全13回）
- 脚本：湊かなえ
- 出演：長澤まさみ、南沢奈央、中尾明慶、徳山秀典、斉木しげる 他

### 東海テレビ制作昼ドラマ
鈴子の恋 ミヤコ蝶々女の一代記 - 制作：共同テレビ
- 放送日：1月5日 - 3月30日（全62回）
- 脚本：大石静、長沖渉
- 出演：映美くらら、浅野ゆう子、片岡鶴太郎 他

七人の敵がいる!〜ママたちのPTA奮闘記〜 - 制作：大映テレビ
- 放送日：4月2日 - 6月29日（全65回）
- 原作：加納朋子『七人の敵がいる!』（集英社刊）
- 脚本：野依美幸 他
- 出演：真琴つばさ、小林幸子 他

ぼくの夏休み - 制作：共同テレビ
- 放送日：7月2日 - 8月31日（全45回）
- 脚本：樫田正剛、武田有起
- 出演：綾部守人、二宮星、井上正大、有村架純 他

赤い糸の女 - 制作：ビデオフォーカス
- 放送日：9月3日 - 11月2日（全44回）
- 脚本：中島丈博
- 出演：三倉茉奈、奥村佳恵、上野なつひ、石田純一 他

幸せの時間
- 放送日：11月5日 - 12月28日（全39回）
- 原作：国友やすゆき「幸せの時間」（双葉社「漫画アクション」）
- 脚本：いずみ玲
- 出演：田中美奈子、西村和彦、神楽坂恵、柳沢慎吾 他

### 関西テレビ・ドラマNEXT
呪報2405 ワタシが死ぬ理由
- 放送日：7月12日 - 9月27日（全11回）
- 出演：高橋愛 他

ピロートーク〜ベッドの思惑〜
- 放送日：10月4日 - 12月20日（全12回）
- 原作：田辺聖子『ベッドの思惑』（集英社文庫）
- シリーズ構成：小林弘利
- 出演：田畑智子、中村ゆり、村川絵梨、楠見薫 他

### スペシャルドラマ
もう誘拐なんてしない - 制作：共同テレビ
- 放送日：1月3日
- 原作：東川篤哉「もう誘拐なんてしない」（文春文庫）
- 脚本：古家和尚
- 出演：大野智（嵐）、新垣結衣、佐藤隆太、貫地谷しほり、成宮寛貴、高橋克実、北大路欣也 他

ドラマレジェンド ストロベリーナイト - 制作：共同テレビ
- 放送日：1月6日
- 原作：誉田哲也『ストロベリーナイト』（光文社）
- 脚本：林誠人、龍居由佳里
- 出演：竹内結子、西島秀俊、桐谷健太、武田鉄矢 他

新・ミナミの帝王3 - 制作：関西テレビ
- 放送日：1月7日
- 原作：天王寺大作・郷力也画「難波金融伝・ミナミの帝王」（日本文芸社）
- 出演：千原ジュニア（千原兄弟）、大東駿介 他

警察医・秋月桂の検死ファイル - 制作：大野木オフィス
- 放送日：2月10日
- 脚本：洞澤美恵子
- 出演：斉藤由貴、木村祐一、高岡早紀、綿引勝彦、宇梶剛士、徳山秀典 他　

ヤバい検事 矢場健〜ヤバケンの暴走捜査〜 - 制作：ユニオン映画
- 放送日：2月24日
- 脚本：深沢正樹
- 出演：舘ひろし 他

4夜連続ドラマ O-PARTS〜オーパーツ〜
- 放送日：2月27日 - 3月1日
- 脚本：黒岩勉
- 出演：丸山隆平（関ジャニ∞）、忽那汐里、伊藤歩、染谷将太、川島潤哉、高梨臨、吹越満、吉田鋼太郎　他

Dr.検事モロハシ
- 放送日：3月23日
- 原案：能田茂（集英社・BJヤングジャンプコミックス）
- 脚本：大石哲也
- 出演：稲垣吾郎（SMAP）、吹石一恵 他

謎解きはディナーのあとでスペシャル - 制作：共同テレビ
- 放送日：3月27日
- 原作：東川篤哉『謎解きはディナーのあとで』（小学館「きらら」連載）
- 脚本：黒岩勉
- 出演：櫻井翔（嵐）、北川景子、椎名桔平、國村隼、佐野史郎 他

松本清張没後20年特別企画 市長死す - 制作：FCC
- 放送日：4月3日
- 原作：松本清張『市長死す』（「青春の彷徨」所収・光文社文庫）
- 脚本：樫田正剛
- 出演：反町隆史、木村多江、石黒賢、イッセー尾形、倍賞美津子 他

山村美紗サスペンス 4週連続スペシャル
- 放送日：5月4日、11日、18日、25日
- 原作：山村美紗
- 出演：浅野温子（第1夜）、かたせ梨乃（第2夜）、名取裕子（第3夜）、浅野ゆう子（第4夜） 他

塔馬教授の天才推理 隠岐島の黄金伝説殺人事件 - 制作：ケイファクトリー
- 放送日：6月1日
- 原作：高橋克彦『南朝迷路』（文春文庫）
- 脚本：扇澤延男
- 出演：佐々木蔵之介、森口瑤子、橋本さとし、宇梶剛士 他

早海さんと呼ばれる日スペシャル - 制作：共同テレビ
- 放送日：6月10日、17日（前・後編）
- 脚本：大島里美
- 出演：松下奈緒、井ノ原快彦（V6）、内田有紀、小島藤子、西岡徳馬、船越英一郎 他

森村誠一 女のサスペンス - 制作：国際放映、テレパック
- 放送日：6月22日『捜査線上のアリア』、29日『マリッジ』
- 原作：森村誠一「捜査線上のアリア」「マリッジ」（角川文庫）
- 脚本：岡崎由紀子（22日）、田辺満（29日）
- 出演：若村麻由美、坂本昌行（V6）、佐野史郎 他（22日）、国仲涼子、萩原聖人 他（29日）

恋するオトナのドラマスペシャル 黄昏流星群〜星降るホテル〜 - 制作：関西テレビ
- 放送日：6月26日
- 原作：弘兼憲史『黄昏流星群〜星降るホテル〜』（小学館・ビッグコミックオリジナル刊）
- 脚本：大久保ともみ
- 出演：黒木瞳、高橋克典、石田ひかり 他

一休さん - 制作：FCC
- 放送日：6月30日
- 脚本：高橋ナツコ
- 出演：鈴木福、小林星蘭、二宮星 他

女秘匿捜査官・原麻希 アゲハ - 制作：The icon
- 放送日：7月13日
- 原作：吉川英梨『アゲハ 女性秘匿捜査官・原麻希』（宝島社）
- 脚本：松本美弥子
- 出演：瀬戸朝香、勝地涼、財前直見 他

ほんとにあった怖い話 夏の特別編2012
- 放送日：8月18日
- 脚本：鶴田法男 他
- 出演：稲垣吾郎（SMAP）（ストーリーテラー）/ 山下智久、岡田将生、香里奈、剛力彩芽、スギちゃん 他

剣客商売 御老中暗殺 - 制作：松竹
- 放送日：8月24日
- 原作：池波正太郎『剣客商売』（新潮文庫刊）「女武芸者」「御老中毒殺」
- 脚本：金子成人
- 出演：北大路欣也、杏、貫地谷しほり、斎藤工 他

踊る大捜査線 THE LAST TV サラリーマン刑事と最後の難事件
- 放送日：9月1日
- 脚本：君塚良一
- 出演：織田裕二、柳葉敏郎、深津絵里、ユースケ・サンタマリア 他

放送開始20周年記念 山村美紗サスペンス 赤い霊柩車30 - 制作：大映テレビ
- 放送日：9月28日・10月5日
- 原作：山村美紗、西村京太郎「龍野武者行列殺人事件」より
- 脚本：石原武龍
- 出演：片平なぎさ、神田正輝、若林豪、大村崑、山村紅葉 他

私と彼とおしゃべりクルマ
- 放送日：9月22日・29日（前・後編）
- 脚本：坪田文
- 出演：桜庭ななみ、バカリズム、安田顕 他

松本清張没後20年特別企画 危険な斜面 - 制作：ユニオン映画
- 放送日：9月30日
- 原作：松本清張「危険な斜面」
- 脚本：当摩寿史
- 出演：渡部篤郎、長谷川京子、溝端淳平 他

GTO 秋も鬼暴れスペシャル - 制作：関西テレビ・MMJ
- 放送日：10月2日
- 原作：藤沢とおる『GTO』（講談社「マガジンKC」）
- 脚本：深沢正樹
- 出演：AKIRA（EXILE）、瀧本美織、山本裕典、桐谷美玲、升毅、田山涼成、城田優、黒木瞳 他

金曜プレステージ特別企画 ドルチェ - 制作：The icon
- 放送日：10月12日
- 原作：誉田哲也「ドルチェ」（新潮社）
- 脚本：松本美弥子
- 出演：松下由樹、内山理名、戸次重幸、馬場徹、田辺誠一 他

最後から二番目の恋 2012秋
- 放送日：11月2日
- 脚本：岡田惠和
- 出演：小泉今日子、中井貴一、坂口憲二、内田有紀、飯島直子、萬田久子、リリー・フランキー 他

松本清張没後20年特別企画 疑惑
- 放送日：11月9日
- 原作：松本清張「疑惑」
- 脚本：吉本昌弘
- 出演：尾野真千子、常盤貴子 他

積木くずし 最終章 - 制作：SWEET BASIL・共同テレビ
- 放送日：11月23日・24日
- 原作：穂積隆信「積木くずし 最終章」（駒草出版）
- 脚本：酒井雅秋
- 出演：中村雅俊、成海璃子、高島礼子 他

ポプラの秋 - 制作：関西テレビ放送（公式サイト）
- 放送日：11月24日
- 原作：湯本香樹実「ポプラの秋」（新潮文庫）
- 脚本：近衛はな
- 出演：谷村美月、森口瑤子、谷花音、江波杏子 他

金曜プレステージ特別企画 悪党 - 制作：テレパック
- 放送日：11月30日
- 原作：薬丸岳「悪党」（角川書店）
- 脚本：戸田山雅司
- 出演：滝沢秀明、要潤、戸田恵子、大杉漣、奥田瑛二、渡哲也 他

再会
- 放送日：12月8日
- 原作：横関大（第56回江戸川乱歩賞受賞作『再会』）
- 脚本：橋本裕志
- 出演：江口洋介、常盤貴子、堤真一、香川照之 他

金曜プレステージ特別企画 悪女たちのメス episode2 - 制作：The icon
- 放送日：12月21日
- 原作・脚本：秦建日子（「インシデント 悪女たちのメス」講談社文庫）
- 出演：仲間由紀恵、中村蒼、山口紗弥加、木村文乃、西田尚美、大塚寧々、高橋英樹 他

第24回フジテレビヤングシナリオ大賞 Dear ママ（公式サイト）
- 放送日：12月23日
- 脚本：阿久津朋子
- 出演：清水くるみ、野波麻帆、佐藤江梨子、沼田爆、島かおり 他

### そのほか（フジテレビ）
アリス イン ライアーゲーム
- 放送日：3月5日 - 8日（全4回）
- 原作：甲斐谷忍『LIAR GAME』（集英社）
- 脚本：岡田道尚
- 出演：芦田愛菜、紺野まひる、鈴木浩介 他

深夜も踊る大捜査線 THE FINAL
- 放送日：9月3日 - 6日（全4回）
- 脚本：十川誠志
- 出演：寺島進、松重豊、高杉亘 他

### CS ONE+TWO+NEXTのテレビドラマ
スイッチガール!!
- 放送日：2011年12月24日 - 2月18日（全8回）
- 原作：あいだ夏波『スイッチガール!!』（集英社マーガレットコミックス）
- 脚本：宇山佳佑
- 出演：西内まりや、桐山漣 他

月9『ラッキーセブン』スピンオフドラマ 私立探偵★真壁リュウ
- 放送日：1月14日、15日（全4回）
- 原案：佐藤信介
- 脚本：福田雄一
- 出演：谷原章介、阪田マサノブ 他

恋なんて贅沢が私に落ちてくるのだろうか?
- 放送日：3月16日 - 5月25日（全6回）
- 原作：中居真麻
- 脚本：小川真
- 出演：佐々木希、小泉孝太郎、えなりかずき 他

魔境温泉〜秘湯をさがして〜 - 制作：共同テレビ（公式サイト）
- 放送日：6月16日 - 7月14日（全5回）
- 監督・脚本：五十嵐匠
- 出演：新井浩文 他

結婚同窓会 〜SEASIDE LOVE〜
- 放送日：7月13日 - 8月17日（全5回）
- 脚本：大野敏哉
- 出演：大政絢、福士誠治、桐山漣、波瑠、佐藤ありさ、小澤雄太（劇団EXILE）、春日俊彰（オードリー） 他

TOKUNOSHIMAエアポート
- 放送日：10月14日（全4回）
- 脚本：福田雄一、宇田学
- 出演：小池栄子、音尾琢真（TEAM NACS）、阪田マサノブ、奥田恵梨華、村木仁

スイッチガール!!2
- 放送日：12月7日 - 2013年1月25日（全8回）
- 原作：あいだ夏波『スイッチガール!!』（集英社マーガレットコミックス）
- 脚本：大浦光太
- 出演：西内まりや、桐山漣 他

## WOWOWの主なテレビドラマ

### 連続ドラマW
贖罪
- 放送日：1月8日 - 2月5日（全5回）
- 原作：湊かなえ『贖罪』（東京創元社）
- 脚本・監督：黒澤清
- 出演：小泉今日子、蒼井優、小池栄子、安藤サクラ、池脇千鶴 他

分身
- 放送日：2月12日 - 3月11日（全5回）
- 原作：東野圭吾『分身』（集英社文庫）
- 脚本：田辺満
- 出演：長澤まさみ、勝地涼、臼田あさ美、手塚理美、伊武雅刀、佐野史郎 他

推定有罪
- 放送日：3月25日 - 4月22日（全5回）
- 原作：前川洋一『推定有罪』（講談社）
- 脚本：前川洋一
- 出演：仲村トオル、黒木瞳、陣内孝則、國村隼 他

罪と罰 A Falsified Romance
- 放送日：4月29日 - 6月3日（全6回）
- 原作：落合尚之『罪と罰 A Falsified Romance』（双葉社）
- 脚本：神山由美子、藤本匡介
- 出演：高良健吾、水川あさみ、伊武雅刀 他

マグマ
- 放送日：6月10日 - 7月8日（全5回）
- 原作：真山仁『マグマ』（角川文庫）
- 脚本：篠崎絵里子
- 出演：尾野真千子、谷原章介、長塚京三、石黒賢、大杉漣 他

プラチナタウン
- 放送日：8月19日 - 9月16日（全5回）
- 原作：楡周平『プラチナタウン』（祥伝社文庫）
- 脚本：大石哲也
- 出演：大泉洋、檀れい、柄本明、渡部篤郎 他

ヒトリシズカ
- 放送日：10月21日 - 11月25日（全6回）
- 原作：誉田哲也『ヒトリシズカ』（双葉社）
- 脚本：青島武
- 出演：夏帆 他

天の方舟
- 放送日：12月9日 - 2013年1月13日（全5回）
- 原作：服部真澄『天の方舟』
- 脚本：浅野妙子
- 出演：水野美紀、伊原剛志 他

### スペシャルドラマ (WOWOW)
WOWOW開局20周年記念番組 ドラマWスペシャル 學（公式サイト）
- 放送日：1月1日
- 作・脚本：倉本聰
- 出演：仲代達矢、高杉真宙、勝村政信、八千草薫 他

向田邦子 イノセント
- 放送日：3月24日 - 4月14日（全4回）
- 原作：向田邦子
- 脚本：三好晶子、多和田久美、林さとみ、坂口理子
- 出演：寺島しのぶ、中越典子、貫地谷しほり、原田美枝子 他

尾根のかなたに 〜父と息子の日航機墜落事故〜（公式サイト）
- 放送日:10月7日・14日
- 原作：門田隆将『尾根のかなたに 〜父と息子の日航機墜落事故〜』（小学館文庫）
- 脚本：岡田惠和
- 出演：伊勢谷友介、玉山鉄二、松坂桃李 他

ダブルフェイス 偽装警察編 - 制作：TBS・WOWOW
- 放送日:10月27日
- 脚本：羽原大介
- 出演：西島秀俊、香川照之、和久井映見、蒼井優、小日向文世 他

尋ね人
- 放送日：11月3日
- 原作：谷村志穂「尋ね人」（新潮社）
- 脚本：関えり香
- 出演：夏川結衣、志田未来、十朱幸代 他

### そのほか (WOWOW)
Strangers 6 - 制作：Strangers6 LLC、Strangers6 Korea
- 放送日：1月27日 - 5月4日（全15回）
- 原作・脚本：飯田譲治
- 出演：唐沢寿明、オ・ジホ、ボウイ・ラム、黄川田将也、北村一輝 他

## その他の主なテレビドラマ

### 独立局
くろねこルーシー
- 放送日：1月 - 3月 他（全12回）
- 脚本：川上亮 他
- 出演：山本耕史、京野ことみ、塚地武雅 他

エアーズロック - 制作：ガイナックス
- 放送日：4月 - 7月（全13回）
- 脚本：今泉力哉・大橋裕之
- 出演：山本浩司、椎名琴音 他

男子ing!!
- 放送日：9月14日 - 12月 他（全12回）
- 出演： 野久保直樹、平野良、磯貝龍虎、伊勢大貴、赤澤燈、中山絵梨奈、渡辺大輔 他

マメシバ一郎 フーテンの芝二郎（公式サイト）
- 放送日：10月 - 12月（全12回）
- 脚本：永森裕二
- 出演：佐藤二朗、南沢奈央 他

産学協同ドラマ スニーカージェネレーション
- 放送日：11月 - 12月（全6回）
- 監督・脚本監修：大森一樹
- 出演：大杉漣、木下ほうか、森川美穂、黒田耕平、浜畑賢吉、妹尾和夫 他

### TwellV
クルマのふたり〜TOKYO DRIVE STORIES - 制作：バンエイト
- 放送日：2011年10月22日 - 2012年3月3日（全10回）
- 脚本：龍樹 他

### CSデジタル放送

#### 東映チャンネル・ファミリー劇場
特捜最前線2012〜爆破0.01秒前の女〜 - 制作：東映、協力：ファミリー劇場、製作：『特捜最前線×プレイガール』製作委員会（東映ビデオ、東北新社、東映チャンネル）
- 放送日：10月（東映チャンネルで放送）
- 脚本：長坂秀佳、宮下隼一
- 出演：平岡祐太、神尾佑、RIKIYA、佐戸井けん太、渡辺いっけい 他

プレイガール2012〜連鎖誘拐殺人を暴け!熱くてエロくてヤバい女豹たち〜 - 制作：東映、協力：ファミリー劇場、製作：『特捜最前線×プレイガール』製作委員会
- 放送日：10月（ファミリー劇場で放送）
- 脚本：長坂秀佳、宮下隼一
- 出演：杉本有美、長澤奈央、小沢真珠、伊藤かずえ 他

特捜最前線×プレイガール2012 - 制作：東映、協力：ファミリー劇場、製作：『特捜最前線×プレイガール』製作委員会
- 放送日：12月（東映チャンネルで放送）
- 脚本：長坂秀佳、宮下隼一
- 出演：平岡祐太、杉本有美、弓削智久 他